# 神尾直子
神尾 直子（、1967年〈昭和42年〉11月16日 - ）は、日本の女優、スーツアクターである。静岡県出身。ジャパンアクションエンタープライズ（JAE）所属。
夫は同じスーパー戦隊シリーズのスーツアクター、アクション監督として活躍するレッド・エンタテインメント・デリヴァー所属の福沢博文。

## 人物
高校卒業後、養成所を経てジャパンアクションクラブ（JAC、現JAE）に所属。
主に特撮ドラマ「スーパー戦隊シリーズ」のスタントウーマンやスーツアクトレス、役者としての活動で知られ、女性のスーツアクターとしては一番長いキャリアを持つ。メインのスーツアクターの他に女性キャストのアクションの吹き替えなども担当している。
『動物戦隊ジュウオウジャー』では初めて悪のボスを演じた。これは肩車状態で演じることが想定されたため小柄な神尾が起用されたが、実際に肩車で演じた回数は少ないという。その後、神尾は『快盗戦隊ルパンレンジャーVS警察戦隊パトレンジャー』でもボス役を演じ、『ジュウオウジャー』の時点ではあまり弾けられないという印象であったが、『ルパンレンジャーVSパトレンジャー』では2度目にしてボス役の面白さを実感したと述べている。
2017年『宇宙戦隊キュウレンジャー』のコグマスカイブルー役で1997年の『電磁戦隊メガレンジャー』以来20年ぶりにメインのヒーロー役を務めた。

## 出演

### テレビドラマ
- 春よ、来い第二部（1995年）
- チェンジ!（1998年）
- ハッピーバースデー（1998年） - 南野陽子吹き替え
- 九死に一生スペシャル11 ~北海道RV車横転~（2000年） - 恵美 役
- 三匹が斬る!（2002年） - 吹き替え
- 戦国自衛隊（2006年） - くノ一 役
- PS羅生門 警視庁東都署（2006年） - 黒川芽以吹き替え

### 特撮テレビドラマ
- スーパー戦隊シリーズ
  - 超獣戦隊ライブマン（1988年 - 1989年） - 補助[8]
  - 高速戦隊ターボレンジャー（1989年 - 1990年）[8]
  - 五星戦隊ダイレンジャー（1993年 - 1994年）
  - 忍者戦隊カクレンジャー（1994年 - 1995年）
  - 激走戦隊カーレンジャー（1996年 - 1997年）
  - 電磁戦隊メガレンジャー（1997年 - 1998年） - メガピンク[3][1]
  - 星獣戦隊ギンガマン（1998年 - 1999年）
  - 未来戦隊タイムレンジャー（2000年 - 2001年） - ユウリ（勝村美香）吹き替え、ドミーロ[8]
  - 百獣戦隊ガオレンジャー（2001年 - 2002年） - 大河冴（竹内実生）吹き替え[2]、桜場医院の夫婦客の妻（第51話） 役ほか
  - 忍風戦隊ハリケンジャー（2002年 - 2003年） - フラビジェンヌ、フラビジェンヌロボ[9]、偽ハリケンブルー[9]、マゲラッパ、野乃七海（長澤奈央）吹き替え[2]
  - 爆竜戦隊アバレンジャー（2003年 - 2004年） - バーミア兵[10]
  - 特捜戦隊デカレンジャー（2004年 - 2005年） - エイミー[11]、ハクタク（第25話）[12]、ギン[13]、ウメコ（菊地美香）吹き替え
  - 魔法戦隊マジレンジャー（2005年 - 2006年） - ルナジェル[14]、スノウジェル（戦闘形態）[15]、スモーキー（第26話の一部のシーンのみ代役）[16]
  - 轟轟戦隊ボウケンジャー（2006年 - 2007年）
  - 獣拳戦隊ゲキレンジャー（2007年 - 2008年） - マスター・シャーフー[17][1]
  - 炎神戦隊ゴーオンジャー（2008年 - 2009年） - ユーレイ 役
  - 侍戦隊シンケンジャー（2009年 - 2010年） - 黒子 役
  - 天装戦隊ゴセイジャー（2010年 - 2011年） - データス[3]
  - 海賊戦隊ゴーカイジャー（2011年 - 2012年） - ゴーカイピンク[18]、ゴーカイイエロー（木下小夜）[19]、カヨ（第33話） 役ほか
  - 特命戦隊ゴーバスターズ（2012年 - 2013年）
  - 獣電戦隊キョウリュウジャー（2013年 - 2014年） - ラッキューロ[8][3]
  - 烈車戦隊トッキュウジャー（2014年 - 2015年） - マイッキー[20]
  - 手裏剣戦隊ニンニンジャー（2015年 - 2016年） - シロニンジャー（代役） 他
  - 動物戦隊ジュウオウジャー（2016年 - 2017年） - ジニス[21][3]
  - 宇宙戦隊キュウレンジャー（2017年 - 2018年） - コグマスカイブルー[22][4]
  - 快盗戦隊ルパンレンジャーVS警察戦隊パトレンジャー（2018年 - 2019年） - ドグラニオ・ヤーブン[23][7]
  - 騎士竜戦隊リュウソウジャー（2019年 - 2020年） - クレオン[出典 3]
  - 魔進戦隊キラメイジャー（2020年 - 2021年） - クランチュラ[26]
  - 機界戦隊ゼンカイジャー（2021年 - 2022年） - ダイダイコンワルド（モーションアクター）[27]、サンジョ[28][29]、先祖のお婆さん（第38カイ！）[29]
  - 暴太郎戦隊ドンブラザーズ（2022年 - 2023年）
  - 王様戦隊キングオージャー（2023年 - 2024年）
  - ナンバーワン戦隊ゴジュウジャー（2025年 - ）
- メタルヒーローシリーズ
  - 機動刑事ジバン（1989年 - 1990年）
  - テツワン探偵ロボタック（1998年 - 1999年） - ロボタックノーマルモード（第10話まで）[30]、トラボルト[31]
- 超光戦士シャンゼリオン（1996年）
- 燃えろ!!ロボコン（1999年 - 2000年） - ロボコン[出典 4]、主婦（伊倉一恵）の声（第51話）
- 仮面ライダーシリーズ
  - 仮面ライダークウガ（2000年 - 2001年） - 女性警察官（第1・7・8話） 役ほか
  - 仮面ライダー響鬼（2005年 - 2006年）
  - 仮面ライダーカブト（2006年 - 2007年）
  - 仮面ライダーキバ（2008年 - 2009年） - バッシャー[3]
  - 仮面ライダーディケイド（2009年） - バッシャー[33]
  - 仮面ライダーオーズ/OOO（2010年 - 2011年）
  - 仮面ライダーフォーゼ（2011年 - 2012年）
  - 仮面ライダー鎧武/ガイム（2013年 - 2014年）
  - 仮面ライダーゴースト（2015年 - 2016年）
  - 仮面ライダーゼロワン（2019年 - 2020年）
  - 仮面ライダーガッチャード（2023年 - 2024年） - クロスウィザード[34]
  - 仮面ライダーガヴ（2024年 - ） - 菓子屋店主（21話） 役
- 時空警察ヴェッカー（2001年） - カナ吹き替え
- 美少女戦士セーラームーン（2003年） - セーラームーン（沢井美優）吹き替え[2]

### 映画
- いつかギラギラする日（1992年）
- ヤマトタケル（1994年）[2]
- スーパー戦隊シリーズ
  - 忍風戦隊ハリケンジャー シュシュッと THE MOVIE（2002年）
  - 爆竜戦隊アバレンジャー DELUXE アバレサマーはキンキン中!（2003年）
  - 特捜戦隊デカレンジャー THE MOVIE フルブラスト・アクション（2004年）
  - 魔法戦隊マジレンジャー THE MOVIE インフェルシアの花嫁（2005年）
  - 轟轟戦隊ボウケンジャー THE MOVIE 最強のプレシャス（2006年）
  - 電影版 獣拳戦隊ゲキレンジャー ネイネイ!ホウホウ!香港大決戦（2007年）
  - 炎神戦隊ゴーオンジャー BUNBUN!BANBAN!劇場BANG!!（2008年）
  - 劇場版 炎神戦隊ゴーオンジャーVSゲキレンジャー（2009年）
  - 侍戦隊シンケンジャー 銀幕版 天下分け目の戦（2009年）
  - 天装戦隊ゴセイジャー エピックON THEムービー（2010年）
  - 天装戦隊ゴセイジャーVSシンケンジャー エピックon銀幕（2011年） - データス[33]
  - ゴーカイジャー ゴセイジャー スーパー戦隊199ヒーロー大決戦（2011年） - メガピンク[35]
  - 海賊戦隊ゴーカイジャー THE MOVIE 空飛ぶ幽霊船（2011年）
  - 海賊戦隊ゴーカイジャーVS宇宙刑事ギャバン THE MOVIE（2012年）
  - 特命戦隊ゴーバスターズ THE MOVIE 東京エネタワーを守れ!（2012年）
  - 特命戦隊ゴーバスターズVS海賊戦隊ゴーカイジャー THE MOVIE（2013年）
  - 劇場版 獣電戦隊キョウリュウジャー ガブリンチョ・オブ・ミュージック（2013年）
  - 獣電戦隊キョウリュウジャーVSゴーバスターズ 恐竜大決戦! さらば永遠の友よ（2014年）
  - 烈車戦隊トッキュウジャー THE MOVIE ギャラクシーラインSOS（2014年）
  - 烈車戦隊トッキュウジャーVSキョウリュウジャー THE MOVIE（2015年） - 子供トッキュウ4号、ラッキューロ、マイッキー[36]
  - 手裏剣戦隊ニンニンジャー THE MOVIE 恐竜殿さまアッパレ忍法帖!（2015年）
  - 手裏剣戦隊ニンニンジャーVSトッキュウジャー THE MOVIE 忍者・イン・ワンダーランド（2016年）
  - 劇場版 動物戦隊ジュウオウジャー ドキドキサーカスパニック!（2016年）
  - 劇場版 動物戦隊ジュウオウジャーVSニンニンジャー 未来からのメッセージ from スーパー戦隊（2017年）
  - 宇宙戦隊キュウレンジャー THE MOVIE ゲース・インダベーの逆襲（2017年）
  - 快盗戦隊ルパンレンジャーVS警察戦隊パトレンジャー en film（2018年）
  - 騎士竜戦隊リュウソウジャー THE MOVIE タイムスリップ!恐竜パニック!!（2019年）
  - 劇場版 騎士竜戦隊リュウソウジャーVSルパンレンジャーVSパトレンジャー（2020年） - クレオン[37]
  - 魔進戦隊キラメイジャー エピソードZERO（2020年）[38] - クランチュラ[39]
  - 魔進戦隊キラメイジャー THE MOVIE ビー・バップ・ドリーム（2021年）[40]
  - 騎士竜戦隊リュウソウジャー 特別編 メモリー・オブ・ソウルメイツ（2021年）[40] - クレオン[41]
  - 機界戦隊ゼンカイジャー THE MOVIE 赤い戦い! オール戦隊大集会!!（2021年）[40]
  - ナンバーワン戦隊ゴジュウジャー 復活のテガソード（2025年）
- ゴジラ FINAL WARS（2004年） - ミニラ[出典 5]、ラドン[出典 6]、ミュータント部隊（スタント）[1]
- 仮面ライダーシリーズ
  - モモタロスのなつやすみ（2007年）
  - 劇場版 仮面ライダーキバ 魔界城の王（2008年）
  - 劇場版 さらば仮面ライダー電王 ファイナル・カウントダウン（2008年） - リュウタロス（代役）[42] ※ノンクレジット
  - 劇場版 超・仮面ライダー電王&ディケイド NEOジェネレーションズ 鬼ヶ島の戦艦（2009年）
  - 劇場版 仮面ライダーディケイド オールライダー対大ショッカー（2009年）
  - 仮面ライダー×仮面ライダー×仮面ライダー THE MOVIE 超・電王トリロジー EPISODE YELLOW お宝DEエンド・パイレーツ（2010年）
  - 仮面ライダーW FOREVER AtoZ/運命のガイアメモリ（2010年） - ふうとくん
  - 仮面ライダーフォーゼ THE MOVIE みんなで宇宙キターッ!（2012年）
  - 仮面ライダー×仮面ライダー ウィザード&フォーゼ MOVIE大戦アルティメイタム（2012年）
  - 仮面ライダー THE WINTER MOVIE ガッチャード&ギーツ 最強ケミー★ガッチャ大作戦（2023年） - クロスウィザード[43]
  - 仮面ライダーガッチャード ザ・フューチャー・デイブレイク（2024年）
- 特命係長 只野仁 最後の劇場版（2008年）
- 旭山動物園物語 ペンギンが空をとぶ（2009年）
- スーパーヒーロー大戦シリーズ
  - 仮面ライダー×スーパー戦隊 スーパーヒーロー大戦（2012年） - ゴーカイピンク[44]
  - 仮面ライダー×スーパー戦隊×宇宙刑事 スーパーヒーロー大戦Z（2013年）
  - 平成ライダー対昭和ライダー 仮面ライダー大戦 feat.スーパー戦隊（2014年）
  - 仮面ライダー×スーパー戦隊 超スーパーヒーロー大戦（2017年）
- がんばれいわ!!ロボコン ウララ〜!恋する汁なしタンタンメン!!の巻（2020年） - ロボコン[45]
- セイバー+ゼンカイジャー スーパーヒーロー戦記（2021年）

### オリジナルビデオ
- スーパー戦隊シリーズ
  - 激走戦隊カーレンジャーVSオーレンジャー（1997年）
  - 電磁戦隊メガレンジャーVSカーレンジャー（1998年）
  - 星獣戦隊ギンガマンVSメガレンジャー（1999年）
  - 百獣戦隊ガオレンジャーVSスーパー戦隊（2001年） - メガピンク[46]
  - 忍風戦隊ハリケンジャーVSガオレンジャー（2003年）
  - 爆竜戦隊アバレンジャーVSハリケンジャー（2004年）
  - 特捜戦隊デカレンジャーVSアバレンジャー（2005年）
  - 魔法戦隊マジレンジャーVSデカレンジャー（2006年）
  - 轟轟戦隊ボウケンジャーVSスーパー戦隊（2007年）
  - 獣拳戦隊ゲキレンジャー スペシャルDVD ギュンギュン!拳聖大運動会（2007年）
  - 獣拳戦隊ゲキレンジャーVSボウケンジャー（2008年）
  - 帰ってきた侍戦隊シンケンジャー 特別幕（2010年）
  - 天装戦隊ゴセイジャー ガッチャ☆ミラクル!総集編!!（2010年） - データス
  - 帰ってきた天装戦隊ゴセイジャー last epic（2011年） - データス[47]
  - 海賊戦隊ゴーカイジャー キンキンに!ド派手に行くぜ!36段ゴーカイチェンジ!!（2011年）
  - 特命戦隊ゴーバスターズVSビートバスターVS J（2012年）
  - 帰ってきた特命戦隊ゴーバスターズVS動物戦隊ゴーバスターズ（2013年）
  - 獣電戦隊キョウリュウジャー でたァ〜ッ! まなつのアームド・オンまつり!!（2013年）
  - 帰ってきた獣電戦隊キョウリュウジャー 100 YEARS AFTER（2014年） - ラッキューロ[6]
  - 烈車戦隊トッキュウジャー さらばチケットくん! 荒野の超トッキュウバトル!!（2014年）
  - 手裏剣戦隊ニンニンジャー アカニンジャーVSスターニンジャー百忍バトル!（2015年）
  - 行って帰ってきた烈車戦隊トッキュウジャー 夢の超トッキュウ7号（2015年）
  - 特捜戦隊デカレンジャー 10 YEARS AFTER（2015年） - デカピンク[48]
  - 帰ってきた手裏剣戦隊ニンニンジャー ニンニンガールズVSボーイズ FINAL WARS（2016年）
  - 動物戦隊ジュウオウジャー スーパー動物大戦（2016年）
  - 帰ってきた動物戦隊ジュウオウジャー お命頂戴!地球王者決定戦（2017年）
  - 魔進戦隊キラメイジャーVSリュウソウジャー（2021年） - クレオン[49]、クランチュラ[49]
  - 機界戦隊ゼンカイジャーVSキラメイジャーVSセンパイジャー（2022年） - ポットデウス[50]
  - 王様戦隊キングオージャーVSドンブラザーズ（2024年）
  - 王様戦隊キングオージャーVSキョウリュウジャー（2024年）
  - 特捜戦隊デカレンジャー 20th ファイヤーボール・ブースター（2024年） - デカピンク[51]、家政婦 役
  - 爆上戦隊ブンブンジャーVSキングオージャー（2025年）
- 仮面ライダーシリーズ
  - 仮面ライダーキバ アドベンチャーバトルDVD 〜キミもキバになろう〜（2008年）
  - 仮面ライダーW RETURNS 仮面ライダーエターナル（2011年）
  - 仮面ライダーギーツ ジャマト・アウェイキング（2024年）
  - 仮面ライダーガッチャード GRADUATIONS（2025年）
    - ホッパー1のはるやすみ（2025年）
- テツワン探偵ロボタック&カブタック 不思議の国の大冒険（1998年）
- 燃えろ!!ロボコンVSがんばれ!!ロボコン（1999年）

### ネットムービー
- ネット版 仮面ライダーW FOREVER AtoZで爆笑26連発（2010年） - ふうとくん
- ネット版 仮面ライダー×スーパー戦隊 スーパーヒーロー大変 〜犯人はダレだ?!〜（2012年） - ゴセイピンク
- ネット版 仮面ライダーフォーゼ みんなで授業キターッ!（2012年）
- リバイスレガシー 仮面ライダーベイル（2022年） - 純平の両親[52]
- ツーカイザー×ゴーカイジャー ～ジューンブライドはたぬき味～（2022年）
- 王様戦隊キングオージャー ラクレス王の秘密（2023年）
- 特捜戦隊デカレンジャーwithトンボオージャー（2024年） - デカピンク[53]
- 暴太郎戦隊ドンブラザーズVS暴太郎戦隊ドンブリーズ（2023年）
- 冥黒の黙示録 ラケシス（2025年）
- 仮面ライダーマジェード withガールズリミックス（2025年）

### 後楽園遊園地ヒーローショー
- 鳥人戦隊ジェットマン（1991年） - ホワイトスワン
- 五星戦隊ダイレンジャー 集結せよ！無敵パワーの戦士たち（1993年7月3日 - 9月26日） - ホウオウレンジャー
- 五星戦隊ダイレンジャー 決戦！6000年戦争（1993年10月2日 - 11月28日） - ホウオウレンジャー、阿古丸の部下五号
- スーパーヒーロー大集合（1993年12月10日 - 1994年2月27日） - ホウオウレンジャー
- 忍者戦隊カクレンジャー（1994年） - ニンジャホワイト

### ゲーム
- 立体忍者活劇 天誅（1998年、SME） - 彩女のモーションアクター
- クロックタワー3（2002年、カプコン） - アリッサ吹き替え

### 舞台
- 魔法使いサリー（2000年、東京芸術劇場） - サリー吹き替え

### CM
- ローソン 新型サンキュー「胴上げ編」（2001年） - パンダ

### イベント
- JAE NAKED LIVE「がんばろう 日本！」（2011年）
- JAE "春"プレミアムイベント ~Jump Up!~（2016年）